# Eisenbahnunfall von Neustadt (Hessen)
Der Eisenbahnunfall von Neustadt (Hessen) wurde am 5. Juli 1997 durch die verrutschte Ladung eines Güterzuges verursacht, die einen entgegenkommenden Personenzug beschädigte. Sechs Tote waren die Folge.

## Ausgangslage
Auf der zweigleisig ausgebauten Main-Weser-Bahn war der Güterzug 54755 Richtung Süden unterwegs. Er führte Flachwagen der Bauart Rs 669 mit Drehgestellen der Bauart Niesky, die Stahlrohre geladen hatten. Die Stahlrohre waren nicht vorschriftsmäßig durch Stahlarmierungen gesichert. Das war aber weder bei der Übergabe der bereits beladenen Güterwagen an die Deutsche Bahn aufgefallen, noch bei der erneuten Wagentechnischen Untersuchung in Seelze Rangierbahnhof.
In Gegenrichtung fuhr RE 3602 von Frankfurt (Main) Hbf nach Kassel Hbf, der aus Doppelstockwagen gebildet war. Die Züge begegneten sich unweit des Bahnhofs Neustadt (Kr Marburg), gegenüber dem Neustädter Waldstadion.

## Unfallhergang
Bei der Durchfahrt durch den Bahnhof lösten sich mehrere Stahlrohre von sieben Metern Länge und sechs bis acht Tonnen Masse von einem Wagen. Eines der Rohre traf dabei den entgegenkommenden Reisezug, beschädigte dessen erste drei Wagen und bohrte sich dann in den vierten.

## Folgen
Sechs Fahrgäste starben und zwei wurden schwer verletzt. Zwölf weitere erlitten ebenfalls Verletzungen.
Die Güterwagen wurden nach dem Unfall untersucht und als technisch einwandfrei eingestuft. Unfälle mit solchen Fahrzeugen waren bis dahin nicht bekannt. Gleichwohl ordnete das Eisenbahn-Bundesamt an, dass Drehgestelle der Bauart Niesky bei dem Einsatz an Wagen der Bauart Rs 669 überarbeitet werden mussten, wenn sie mit der lauftechnisch zulässigen Geschwindigkeit von 100 km/h eingesetzt werden sollten. Die Staatsanwaltschaft stellte das eingeleitete Ermittlungsverfahren ein, zu einem Strafverfahren kam es also nicht, da sie nicht feststellen konnte, ob die unvorschriftsmäßige Sicherung der Ladung der Grund für den Unfall war oder das Fahrverhalten des Güterwagens.